# تاي هورجيت
تاي هورجيت هي طائرة تدريب وقتال خفيف مقترحة ذات محرك واحد من تطوير الشركة التركية لصناعات الفضاء. من المخطط إقلاع الطائرة لأول مرة في الربع الأخير من 2022.